# جون توماس جونز
جون توماس جونز (بالإنجليزية: Sir John Thomas Jones, 1st Baronet)‏ (1783 - 1843) هو مهندس ولاعب كريكت بريطاني (وحمل سابقاً جنسية المملكة المتحدة لبريطانيا العظمى وأيرلندا ومملكة بريطانيا العظمى).